# Беркемстед
Бе́ркемстед (англ. Berkhamsted, | ˈbɜːkəmstɪd |) — місто на заході Гартфордширу в Англії, між містами Трінг та Гемель Гемпстед. Окрема місцева громада в межах адміністративного району Дакорум.
Видатною пам'яткою міста є руїни стародавнього замку, що колись був літньою резиденцією норманських королів. Пізніше Беркемстед став відомим як місце розміщення Національного архіву Британського інституту кіно, одного з найбільших архівів кіно- та телевізійних матеріалів у світі.

## Відомі люди
- Ґрем Ґрін (1904—1991) — англійський письменник і драматург.